# Peabody (Massachusetts)
Peabody is een plaats (city) in de Amerikaanse staat Massachusetts, en valt bestuurlijk gezien onder Essex County.

## Demografie
Bij de volkstelling in 2000 werd het aantal inwoners vastgesteld op 48.129.
In 2006 is het aantal inwoners door het United States Census Bureau geschat op 51.734, een stijging van 3605 (7,5%).

## Geografie
Volgens het United States Census Bureau beslaat de plaats een oppervlakte van
43,7 km², waarvan 42,5 km² land en 1,2 km² water.

## Plaatsen in de nabije omgeving
De onderstaande figuur toont nabijgelegen plaatsen in een straal van 8 km rond Peabody.

## Geboren
- Francis Robbins Upton (26 juli 1852 - 10 maart 1921), natuurkundige en wiskundige
- Jack Welch (19 November 1935  - 1 maart 2020) CEO van General Electric (1981-2001)
- Samantha Arsenault (11 oktober 1981), zwemster
- Brad Delp (12 juni 1952 - 9 maart 2007), originele zanger van de Amerikaanse rockband Boston